# Куквинський заказник
Кукви́нський зака́зник — гідрологічний заказник загальнодержавного значення в Україні. Розташований у межах Лубенського району Полтавської області, біля села Повстин, що на південний схід від міста Пирятина.
Заказник розташований у мальовничій місцевості, в заплаві річки Удай (між старим і новим руслом річки). Його територія обмежена стрімким берегом Удаю і моренною грядою в південній частині заповідних земель.
Площа природоохоронної території 300 га. Створений 1980 року. Перебуває у віданні: Великокручанська сільська рада. 
Охороняється болотяний і лісовий масиви, які є типовими для Лівобережного лісостепу. Заповідна територія складається з двох частин: основної (заболочена заплава Удаю) і периферійної (відновленій частині з висохлими затоками). 
Куквинський заказник входить до складу Пирятинського національного природного парку.

## Флора
Найбільшу площу займають зарості очерету звичайного, трапляється хвощ річковий, осока гостра, чистець болотяний. По берегах боліт — буйне різнотрав'я. На водному плесі зростають ряска триборозенчаста, кушир водяний, водяний різак алоеподібний, біле латаття. З рідкісних видів трапляється сальвінія плаваюча, занесена до Червоної книги України. 
У периферійній частині заповідних земель розташований лісовий масив, у якому переважають дубові насадження. Вік дерев бл. 60—70 років. Є і молоді насадження дуба. Разом з дубом в лісі ростуть липа серцелиста, клен гостролистий. У деревному середньому ярусі трапляються в'яз, клен польовий, клен татарський. Підлісок утворює ліщина.

## Фауна
На території заказника трапляються 240 видів наземних хребетних.
Фауна гідрофільних екотопів представлена 75 видами і є подібною до фауни «Дейманівського заказника». У ході сезонних міграцій спостерігається найбільша видова різноманітність пластинчатодзьобих, куликів та пастушкових. Серед рідкісних — гагара червоновола та чорновола, норець сірощокий та червоношиїй, лебідь-кликун, нерізнь, гоголь, крохаль довгоносий, шуліка чорний, дупель. Фауна хребетних луків представлена 36 видами.
Трапляються 28 видів птахів, 19 з яких належать до гніздового угрупування. Фонові види — це жайворонок польовий, чекан лучний, плиска жовта, вівсянка очеретяна. До найчисельніших належать куріпка сіра, перепел, деркач, чайка, синьошийка, бджолоїдка звичайна. У відшаруванні піщаного кар'єру на північно-східній межі заказника виявлене сумісне поселення бджолоїдки звичайної і ластівки берегової: у верхньому, лесовому шарі,— близько 50 нір бджолоїдок, а у нижньому, піщаному, — майже 150 нір ластівок.
До малочисельних птахів луків відносять такі види, як травник, жайворонок чубатий, плиска жовтоголова, щеврик польовий та ін. Серед найрідкісніших — сова болотяна та просянка. До міграційних видів належать зимняк, луні польовий та луговий, кроншнеп великий, жайворонок степовий та рогатий, кам'янка звичайна, подорожник лапландський, пуночка.
Із ссавців на луках трапляються хом'як звичайний, хом'як сірий, сліпак звичайний; із плазунів — ящірка прудка, із земноводних — ропуха зелена.
До фауни хребетних належать 19 евритопних та 15 синантропних видів, серед яких найтиповішими є їжак звичайний, білозубка мала, вечірниця руда, кажан двоколірний, миші — лісова, польова та жовтогорла, ласка, кабан, лисиця, лелека білий, сич хатній, сільська та міська ластівка, горобець польовий та ін. Менш поширеними є кріт звичайний, вухань звичайний, нічниця вусата, вовк, горностай, борсук, кажан пізній, куниця кам'яна та ін.